# Domínio de Utsunomiya
Domínio de Utsunomiya (宇都宮藩, Utsunomiya han) foi um Han do Período Edo da História do Japão. Estava localizado na Província de Shimotsuke (atual Tochigi)

## Lista de Daimyōs
- Clã Utsunomiya 1063 - 1607 
1. Soen
2. Utsunomiya Munetsuna
3. Utsunomiya Sadatsuna
4. Utsunomiya  Hirotsuna

 - Clã Okudaira  1607 - 1619 (fudai 100.000 Koku) 
1. Okudaira Iemasa 1607 -1614
2. Okudaira Tadamasa 1614-1619

 - Clã Honda  1619 - 1622 (fudai 155.000 koku)
1. Honda Masazumi 1619-1622

 - Clã Okudaira  1622 - 1668 (fudai 120.000 Koku)
1. Okudaira Tadamasa 1622-1668
2. Okudaira Masami   1668

 - Clã Matsudaira  (Okudaira)  1668 - 1681 (shinpan 150.000 Koku)
1. Matsudaira Tadahiro 1668-1681

 - Clã Honda  1681 - 1685 (fudai 100.000 koku)
1. Honda Chuhei 1681-1685

 - Clã Okudaira  1685 - 1697 (fudai 90.000 Koku)
1. Okudaira Masaaki 1685-1695
2. Okudaira Masashige 1695-1697

 - Clã Abe  1697 - 1710 (fudai 100.000 Koku)
1. Abe Masakuni 1697-1710

 - Clã Toda  1710 - 1749 (fudai 67.000 Koku)
1. Toda Tadazane 1710-1729
2. Toda Tadami 1729-1746
3. Toda Tadamitsu  1746-1749

 - Clã Matsudaira  (Fukōzu)  1749 - 1774 (fudai 65.000 Koku)
1. Matsudaira Tadamasa 1749-1762
2. Matsudaira Tadahiro 1762-1774

 - Clã Toda  1774 - 1868 (fudai 70.000 Koku)
1. Toda Tadahiro 1774-1798
2. Toda Zhong 1798-1811
3. Toda Tadanobu 1811-1823
4. Toda Tadayoshi 1823-1851
5. Toda Tadaaki 1851-1856
6. Toda Tadayuki 1856-1865
7. Toda Tadashi 1865-1871